# گرند پوینت (لوئیزیانا)
گرند پوینت (به انگلیسی: Grand Point) یک محدوده ثبت‌نشده در پریش سنت جیمز ایالت لوئیزیانا کشور ایالات متحده آمریکا است که جمعیت آن در سرشماری سال ۲۰۱۰ میلادی، ۲٬۴۷۳ نفر بوده‌است.